# Zingiber spectabile
Zingiber spectabile ist eine Pflanzenart aus der Gattung Ingwer (Zingiber) innerhalb der Familie der Ingwergewächse (Zingiberaceae) aus Südostasien.

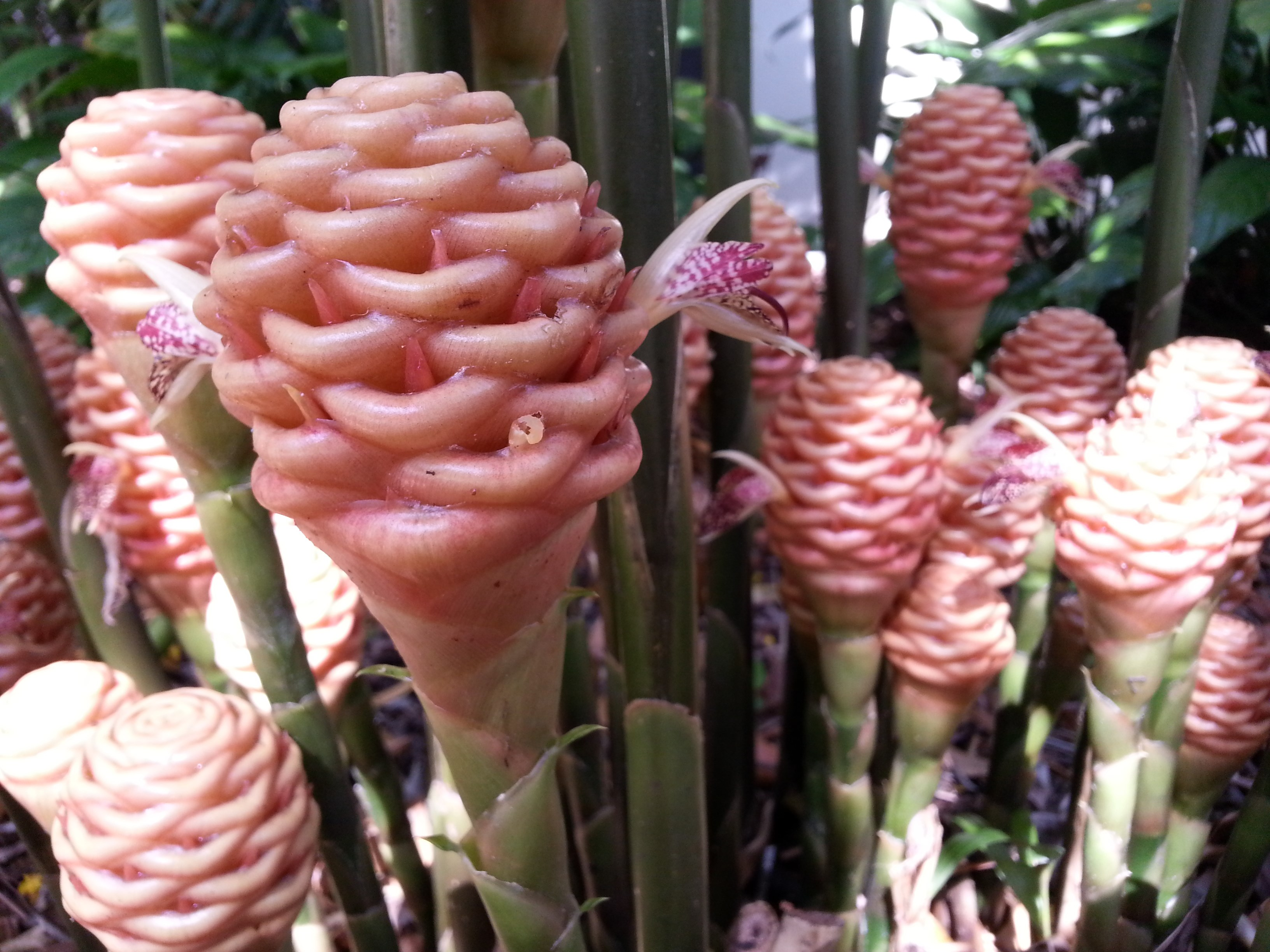
Zingiber spectabile, Blütenstände

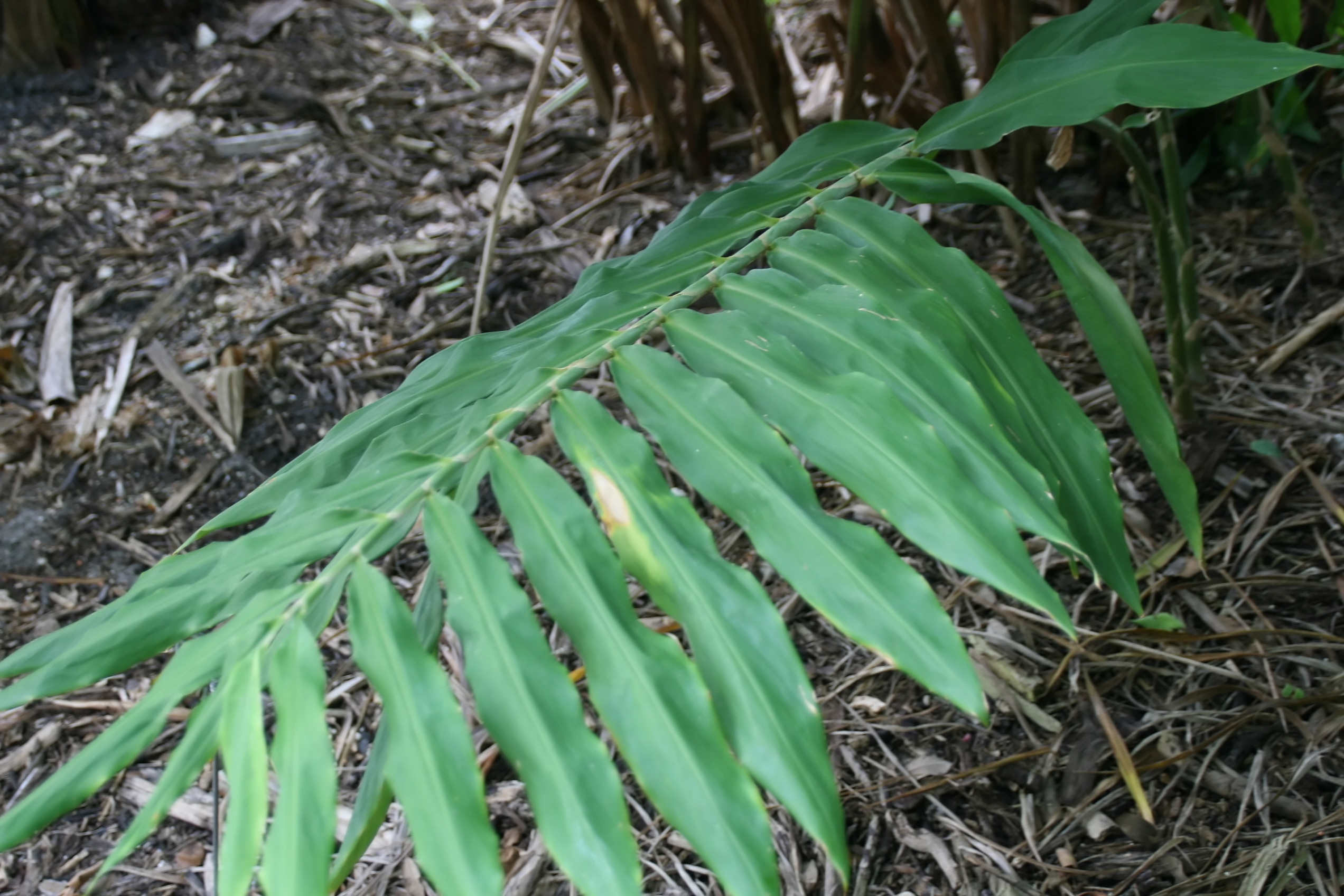
Steriler Trieb mit Laubblättern

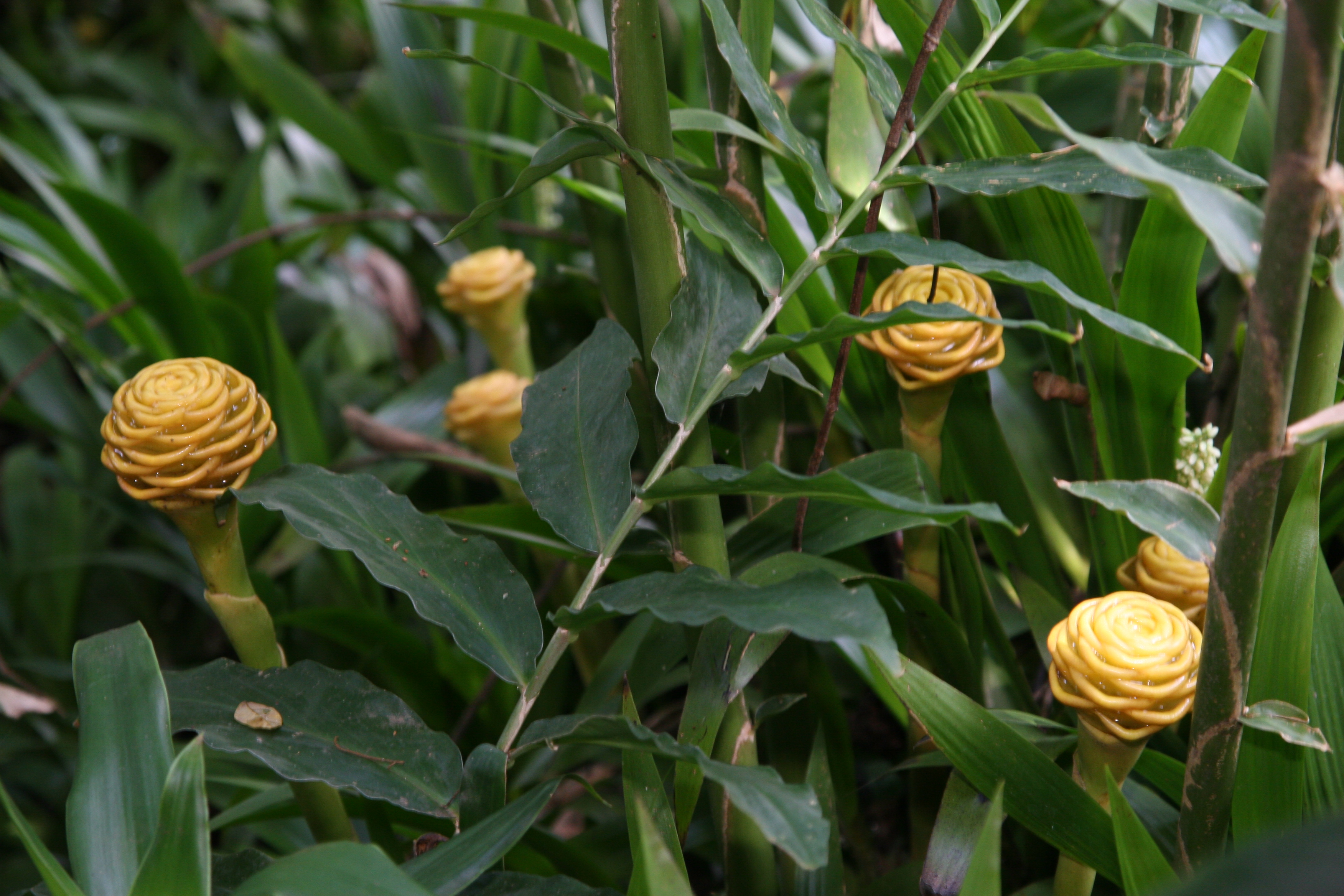
Blütenstände

## Merkmale
Zingiber spectabile ist eine ausdauernde krautige Pflanze. Die Sprosse der Art erreichen Wuchshöhen von etwa 2 bis 3,5 Metern, unter optimalen Bedingungen in Kultur bis zu 4,5 Metern. Sie entspringen, oft zu mehreren dicht benachbart, unterirdischen Kriechsprossen (Rhizomen), die dicht unter der Bodenoberfläche verlaufen. Die grün gefärbten Sprosse sind etwas abgeflacht, an der Basis angeschwollen, ihr unterer, blattloser Abschnitt ist etwa einen Meter lang. Die zweizeilig ansitzenden Laubblätter sitzen im unteren Abschnitt weit voneinander entfernt, zur Spitze hin dicht gedrängt. Sie sind lanzettlich, die Blattspitze (Apex) zugespitzt, die größten etwa 30 bis 50 Zentimeter lang bei einer Breite von 6 bis 10 Zentimeter. Sie sind an der Basis auf der Unterseite glatt, manchmal schwach behaart. Sie sind ungestielt mit einem dünnhäutigen, zweilappigen Blatthäutchen, dieses ist blassgrün und dünn, im Alter trockenhäutig.
Der Blütenstandsstiel ist etwa 30 bis 50 Zentimeter lang, er ist mit kurzen, grün bis rötlich gefärbten Blattscheiden bedeckt. Der Blütenstand ist aufrecht und zylindrisch, mit abgerundeter Spitze, er erreicht etwa 10 bis 30 Zentimeter Länge bei 6 bis 7 Zentimeter Durchmesser, selten etwas darüber. Die dachziegelig sitzenden, fleischigen, auffallend gefärbten Tragblätter geben ihm ein Bienenkorb-artiges Aussehen; diese sind zunächst orangegelb, färben sich aber im Verlauf von etwa 40 bis 55 Tagen um nach rot. Sie sind etwa 4 bis 5 Zentimeter lang, verkehrteiförmig und nach oben gebogen, in den taschenförmigen Nischen sammelt sich oft Regenwasser an. Das die Blütenröhre umhüllende Hochblatt ist etwa 4 Zentimeter lang und zweilappig. Die weiß bis blassrosa gefärbte Kelchröhre ist bis etwa 3,5 Zentimeter lang, sie ist auf der Außenseite undeutlich dreilappig und innen tief gespalten. Die gelb gefärbte, zygomorphe Blütenkrone besteht aus einer Kronröhre von etwa 3 Zentimeter Länge und drei Kronzipfeln; der mittlere erreicht etwa 3 Zentimeter Länge bei etwa 1,7 Zentimetern Breite, die kleineren seitlichen nur 1,8 Zentimeter Länge bei etwa 6 Millimeter Breite. Wie typisch für die Familie, formen die Staubblätter eine etwa 2,5 Zentimeter lange, lippenartige Struktur, die purpurn und gelb gefleckt ist; sie ist dreiteilig mit einem eiförmigen fertilen Staubblatt und zwei seitlichen sterilen Staminodien, der Staubbeutel ist gelb und ohne Staubfäden, mit einem purpurnen Anhängsel.
Die Frucht ist eine Kapsel von etwa 2,5 Zentimeter Länge, sie ist eiförmig und schwach behaart.

## Ökologie, Standort, Verbreitung
Die Art kommt im tropischen Ostasien, auf der Malaiischen Halbinsel, in Thailand und Malaysia vor, südlich bis Negeri Sembilan. Sie wächst im immergrünen tropischen Regenwald, auch an gestörten Stellen, im Sekundärwald und an Waldrändern. Sie wird darüber hinaus an vielen Stellen in den Tropen als Zierpflanze kultiviert. Sie wird in Thailand changoe, in Malaysia Tepus Tanah, Tepus Tunduk oder Tepus Halia genannt. Die Blütezeit ist von Juli bis November, in Malaysia bis Dezember.

## Verwendung
Die Art wird gelegentlich, aber insgesamt nur selten, als Ersatz für Ingwer als Gewürzpflanze verwendet. Sie wird ethnomedizinisch in Malaysia und Thailand als traditionelle Heilpflanze verwendet, die etwa gegen Augeninfektionen, zur Wundbehandlung, bei Verbrennungen und bei Kopf- und Rückenschmerzen eingesetzt wird. Die jungen Triebe werden unter dem Namen ulam als Salat- und Gemüsepflanze verwendet. Außerdem wird sie als Zierpflanze angepflanzt. Die Nachfrage als Zierpflanze führte in ihrer Heimat zu einem lokal starken Rückgang; inzwischen wurden aber Möglichkeiten der Vermehrung in Kultur entdeckt.
Laut einer Forschungsarbeit sollen Bestandteile der Pflanze das Wachstum einer bestimmten Form von Darmkrebszellen eindämmen können.

## Taxonomie und Systematik
Auf der malaiischen Halbinsel sind 25 Arten der Gattung Zingiber bekannt (Stand: 2014), wobei noch laufend neue Arten beschrieben werden. Innerhalb der Gattung wird die Art der Sektion Zingiber zugeordnet, die vor allem auf der (festländischen) malaiischen Halbinsel verbreitete Arten umfasst. Nach genetischen Daten nächstverwandt und mögliche Schwesterart ist die, auch morphologisch sehr ähnliche Zingiber ottensii Valeton. Auch eine Reihe von Arten von den Inseln, wie etwa die 2015 von Enggano neu beschriebene Zingiber engganoensis Ardiyani sind morphologisch sehr ähnlich.